# جيمس دروري
جيمس دروري (بالإنجليزية: James Drury)‏ مواليد 18 أبريل 1934 في نيويورك، الولايات المتحدة، هو ممثل أمريكي بدأ مسيرته الفنية سنة 1955. امتدت مسيرته الفنية لأكثر من 50 عاما.

## الأعمال
- أحبني أو اهجرني
- ديان

## روابط خارجية
- جيمس دروري على موقع IMDb (الإنجليزية)
- جيمس دروري على موقع ألو سيني (الفرنسية)
- جيمس دروري على موقع أول موفي (الإنجليزية)
- جيمس دروري على موقع قاعدة بيانات الأفلام السويدية (السويدية)
- جيمس دروري على موقع إن إن دي بي (الإنجليزية)
- جيمس دروري على موقع قاعدة بيانات الفيلم (الإنجليزية)
- جيمس دروري على موقع كينوبويسك (الروسية)